# NEWS (NEWSのアルバム)
『NEWS』（ニュース）は、日本の男性アイドルグループ、NEWSの5作目のオリジナルアルバム。2013年7月17日に ジャニーズ・エンタテイメントからリリースされた。

## 概要
4人体制となった新生NEWSとしては初のオリジナルアルバム。
ジャケットは、初回盤A・初回盤B・通常盤で異なり、初回盤AはBOX仕様＆16Pブックレット+DVD付きの全12曲を収録。初回盤BはBOX仕様＆32Pブックレット+メンバーソロ収録CD付きの全12曲収録。通常は16Pブックレットの全12曲にボーナストラック「CRY」を収録。

## チャート成績
発売初週に10.0万枚を売り上げ、2013年7月29日付週間アルバムランキング1位を獲得した。アルバム首位は、1stアルバム『touch』から6作連続を記録した。

## 収録曲

### CD

#### DISC 1
1. 〜compass〜
作詞：Ryohei Yamamoto、作曲・編曲：千葉純治
2. WORLD QUEST
作詞：MOZZA、作曲：ヒロイズム、編曲：吉岡たく, ヒロイズム
  - 15枚目シングル（1曲目）
  - 「FIFAクラブワールドカップ2012」オフィシャルソング[3]
3. 4+FAN（読み：フォーファン）
作詞：JIN，take4、作曲・編曲：take4
4. 渚のお姉サマー
作詞：Hacchin' Maya, RYOKO.MIYAJIMA、作曲：ヒロイズム、編曲：CHOKKAKU
  - ウイング Kirei「さら肌ブラ」CMソング[3]
5. ポコポンペコーリャ
作詞：Hacchin' Maya、作曲：ヒロイズム 編曲：CHOKKAKU
  - 15枚目シングル（2曲目）
  - 加藤シゲアキ出演 MBS・TBS系ドラマ『花のズボラ飯』主題歌[3]
6. 恋祭り
作詞・作曲：ko-ta，Hacchin' Maya，Naoki-T，清水啓介、編曲：Naoki-T
7. Greedier
作詞：MOZZA、作曲：Joakim Bjornberg，Christofer Erixon，Atsushi Shimada、編曲：中西亮輔
8. ベサメ・ムーチョ〜狂おしいボレロ〜
作詞：zopp、作曲：Douglas Shawe，Daddario，Paul Drew，Greig Watts，Pete Barringer、編曲：鈴木"Daichi"秀行
9. チャンカパーナ
作詞：Hacchin' Maya、作曲：ヒロイズム、編曲：CHOKKAKU
  - 14枚目シングル
10. Dance in the dark
作詞：H.U.B.、作曲：Shusui，RAAY, MARJETKA VOVK，KRT、編曲：RAAY
11. HIGHER GROUND
作詞・作曲・編曲：ヒロイズム
12. フルスイング
作詞・作曲：ヒロイズム、編曲：亀田誠治
  - 14枚目シングル『チャンカパーナ』〈通常盤〉カップリング曲
13. CRY
作詞：MOZZA、作曲：MOZZA，鈴木雅也、編曲：鈴木雅也
通常盤のみ収録。

#### DISC2
※初回盤Bのみ
1. Beautiful Rain - 小山慶一郎
作詞：小山慶一郎，SHOW、作曲：SHOW
2. Dreamcatcher - 加藤シゲアキ
作詞・作曲：加藤シゲアキ、編曲：中西亮輔
3. Remedy - 増田貴久
作詞・作曲・Ryohei Yamamoto、編曲：Suzuki
4. Lovin' U - 手越祐也
作詞：Satomi、作曲：大智，伊橋成哉，渡辺拓也、編曲：石塚知生

### DVD
※初回盤Aのみ。約97分収録。
1. LIFE OF NEWS